# 河南鼠尾草
河南鼠尾草（学名：[Salvia honania] 错误：{{Lang}}：文本有斜体标记（帮助））是唇形科鼠尾草属的植物，是中国的特有植物。分布于中国大陆的湖南等地，生长于海拔800米的地区，多生长于平原阳处水田中及潮湿地，目前已由人工引种栽培。

## 别名
丹参（河南信阳）